# Takehito Suzuki
Takehito Suzuki (født 11. juni 1971) er en tidligere japansk fodboldspiller.
Han har spillet for flere forskellige klubber i sin karriere, herunder Yokohama Marinos.